# Banaras Locomotive Works
A Banaras Locomotive Works (BLW) estabelecida em Varanasi, Índia, é uma unidade de produção de propriedade da Indian Railways, para a qual produz locomotivas elétricas a diesel e peças de reserva.
Fundada em 1961, a DLW produziu sua primeira locomotiva três anos depois, em 3 de janeiro de 1964. Ela produz locomotivas cujas variantes são baseadas no design original da ALCO datados da década de 1960 e dos desenhos da GM EMD da década de 1990. As locomotivas DLW têm potência entre 2.600 e 4.000 hp.
A empresa forneceu locomotivas para outros países, entre eles Sri Lanka, Bangladesh, Tanzânia e Vietnã e também a alguns clientes dentro da Índia, como grandes indústrias.
Atualmente a DLW está produzindo locomotivas EMD GT46MAC e EMD GT46PAC sob licença da Electro-Motive Diesels (anteriormente GM-EMD) para a Indian Railways.